# Отинійське благочиння ПЦУ
Отинійське благочиння — релігійна структура Коломийської єпархії Православної церкви України, що діє на території Коломийського району Івано-Франківщини України. Добродійство очолює митрофорний протоієрей Володимир Липко. 24 листопада 2016 року склад добродійство було оновлено, після того, як з Івано-Франківської єпархії УАПЦ до Коломийської єпархії УПЦ КП перейшло понад 19 парафій.

## Парафії благочиння
| №  | Парафії                              | Населені пункти    | Настоятелі                             | Світлини |
| -- | ------------------------------------ | ------------------ | -------------------------------------- | -------- |
| 1  | Введення у храм Пресвятої Богородиці | смт. Отинія        | протоієрей Василь Мороз                |          |
| 2  | Вознесіння Господнього               | с. Скопівка        | ієрей Михайло Оріпов                   |          |
| 3  | Успіння Пресвятої Богородиці         | с. Лісний Хлібичин | митрофорний протоієрей Володимир Липко |          |
| 4  | Святителя Миколая                    | с. Голосків        | митрофорний протоієрей Володимир Липко |          |
| 5  | Архангела Михаїла                    | с. Торговиця       | митрофорний протоієрей Тарас Мойсюк    |          |
| 6  | Воскресіння Христового               | с. Жукотин         | митрофорний протоієрей Василь Мізюк    |          |
| 7  | Святителя Миколая Чудотворця         | с. Ліски           | митрофорний протоієрей Михайло Човган  |          |
| 8  | Покрови Пресвятої Богородиці         | с. Михалків        | протоієрей Василь Табачнюк             |          |
| 9  | Покрови Пресвятої Богородиці         | с. Грабич          | протоієрей Василь Мельник              |          |
| 10 | Вознесіння Господнього               | с. Струпків        | ієрей Павло Пецюк                      |          |
| 11 | Пресвятої Трійці                     | с. Молодилів       | ієрей Тарас Петльоха                   |          |
| 12 | Перенесення мощей Святителя Миколая  | с. Лісна Слобідка  | протоієрей Володимир Лучак             |          |
| 13 | Великомученика Юрія Переможця        | с. Баб'янка        | митрофорний протоієрей Іван Мельник    |          |
| 14 | Святої Великомучениці Варвари        | смт. Отинія        | протоієрей Василь Мороз                |          |